# Erik Tomáš
Erik Tomáš (ur. 15 czerwca 1975 w Humenném) – słowacki polityk i prezenter, poseł do Rady Narodowej, od 2023 minister pracy, spraw społecznych i rodziny.

## Życiorys
W 1998 ukończył biologię i geografię na Uniwersytecie Komeńskiego w Bratysławie. Do 2006 pracował jako redaktor i prezenter w stacjach Rádio Regina oraz TV Markíza. W latach 2006–2010 kierował departamentem komunikacji w resorcie spraw wewnętrznych, będąc tym samym rzecznikiem ministra Roberta Kaliňáka. Następnie do 2012 był dyrektorem działu prasowego i rzecznikiem ugrupowania SMER. W latach 2012–2016 pełnił funkcję dyrektora departamentu prasy i informacji w administracji słowackiego rządu.
W wyborach w 2016 z ramienia socjaldemokratów uzyskał mandat deputowanego do Rady Narodowej. W marcu 2016 objął stanowisko sekretarza stanu w ministerstwie edukacji, nauki, badań naukowych i sportu. Ustąpił z niego w sierpniu tego samego roku. Został następnie doradcą premiera Roberta Ficy do spraw mediów.
W 2018 wstąpił formalnie do partii SMER. W wyborach w 2020 utrzymał mandat poselski na kolejną kadencję. W czerwcu tegoż roku opuścił partię SMER wraz z grupą stronników Petera Pellegriniego. Współtworzył następnie wraz z nim nową formację pod nazwą Głos – Socjalna Demokracja. Z jej ramienia w 2023 z powodzeniem ubiegał się o poselską reelekcję.
W październiku 2023 objął urząd ministra pracy, spraw społecznych i rodziny w czwartym rządzie Roberta Ficy.